# ای. فیلیپ راندولف
ای. فیلیپ راندولف (انگلیسی: A. Philip Randolph ; ۱۵ آوریل ۱۸۸۹ – ۱۶ مهٔ ۱۹۷۹) یا آسا فیلیپ راندولف سیاست‌مدار اهل ایالات متحده آمریکا رهبر جنبش حقوق مدنی، جنبش کارگری آمریکا و احزاب سیاسی سوسیالیست بود.
در سال ۱۹۲۵، او سازماندهی و رهبری برادران باربر ماشین خواب، اولین اتحادیه کارگری که عمدتاً آفریقایی-آمریکایی بود را بدست گرفت. در جنبش حقوق مدنی و جنبش کارگری، راندولف صدایی بود که خاموش نمی‌شد. تلاش مداوم او با حمایت فعالان حقوق کارگری علیه اقدامات غیرمنصفانه کار رنگین پوستان به رهبری فرانکلین روزولت با حکم فرمان اجرایی ۸۸۰۲ در سال ۱۹۴۱ تبعیض در صنایع دفاعی بود.
این گروه پس از آن با حکم رئیس‌جمهور هری S. ترومن با صدور حکم قضایی ۹۹۸۱ در سال ۱۹۴۸، تحت فشار قرار گرفت.
در سال ۱۹۶۳، راندولف رهبر گروه مارس در واشینگتن بود که توسط بایارد رستین سازمان یافته بود در این گروه بود که مارتین لوتر کینگ، سخنرانی «من یک آرزو دارم» را ایراد کرد. راندولف الهام بخش بودجه آزادی، یا بودجه آزادی راندولف، با هدف برطرف کردن مشکلات اقتصادی جامعه سیاه پوستان بود. این طرح در ژانویه سال ۱۹۶۷ تحت عنوان «بودجه آزادی برای تمامی مردم آمریکا» توسط او منتشر شد.
وی همچنین برندهٔ جوایزی همچون نشان اسپینگارن و نشان افتخار آزادی رئیس‌جمهوری شده‌است.

## دوران نوجوانی و آموزش
راندولف متولد ۱۵ آوریل ۱۸۸۹، در کرسنت سیتی، فلوریدا، دومین پسر جیمز ویلیام راندولف، خیاط و کاهن مسیحی، در یک کلیسای اسقفی متدیست آفریقایی، و الیزابت رابینسون راندولف، خیاط حرفه‌ای زنان بود. در سال ۱۸۹۱، خانواده او به جکسون‌ویل، فلوریدا نقل مکان کرد. در جکسون‌ویل، جامعه آفریقایی‌تبار آمریکایی، در وضعیت خوب و پر رونقی قرار داشت.
او از پدرش آموخت که رنگ پوست یک فرد کم‌اهمیت تر از شخصیت و رفتار اوست. از مادرش اهمیت آموزش و دفاع فیزیکی در مقابل کسانی که می‌خواهند به خانواده او صدمه برسانند را آموخت. راندولف شبی را به خاطر می‌آورد که مادرش در اتاق جلویی خانه‌شان با یک تفنگ بارگیری شده نشست و پدرش راندولف به آرامی شب را یادآوری کرد مادرش در اتاق جلوی خانه‌اش با یک اسلحه بارگیری شده در دامانش نشسته بود، در حالی که پدرش زیر کتش یک تپانچه گذاشت و برای جلوگیری از اعدام یک مرد در زندان محلی رفت.
آسا و برادرش جیمز دانش آموزان برجسته‌ای بودند. آن‌ها در مؤسسه کوکمن در شرق جکسون‌ویل، تنها دبیرستان در فلوریدا برای آفریقایی آمریکایی‌ها ثبت نام کردند. آسا در ادبیات، درام و سخنرانی عمومی پیشرفت کرد او همچنین در تیم بیسبال مدرسه بازی می‌کرد، با گروه کر مدرسه همکاری داشت و در سال ۱۹۰۷ فارغ‌التحصیل شد.
پس از فارغ‌التحصیلی، راندولف کارهای عجیبی انجام می‌داد. او وقت خود را برای آواز خواندن، بازیگری و مطالعه اختصاص داد. خواندن کتاب روح مردم سیاه نوشته ویلیام دوبوآ او را متقاعد کرد که مبارزه برای برابری اجتماعی مهم‌ترین کار است. راندولف در سال ۱۹۱۱ به نیویورک نقل مکان کرد و در کالج شهر به تحصیل علوم اجتماعی پرداخت.

## فعالیت‌ها
اولین تجربه راندولف با سازمان کار در سال ۱۹۱۷ بود. در این سال او اتحادیه کارکنان آسانسور در شهر نیویورک را سازمان داد. در سال ۱۹۱۹ او رهبر اتحادیه برادران کارگر آمریکا شد. اتحادیه‌ای که در میان کارخانه‌های کشتیرانی آفریقایی-آمریکایی و کارگران اسکله در منطقه تایدواتر ویرجینیا سازمان یافته بود. این اتحادیه در سال ۱۹۲۱ در زیر فشار فدراسیون کار آمریکا منحل شد.
بزرگ‌ترین موفقیت او با اتحادیه کارگران خودرو خواب BSCP بود که در سال ۱۹۲۵ او را به عنوان رئیس انتخاب کرد.
این نخستین تلاش جدی او برای ایجاد یک مؤسسه کارمندی برای کارکنان شرکت پالمن به عنوان کارفرمای اصلی آمریکایی‌های آفریقایی بود. در اوائل قرن بیستم خطوط راه‌آهن به‌طور چشمگیری گسترش یافته بود و در حالی که بازار کار پر رونق بود تبعیض نژادی نیز در صحنه کار بیشتر شده بود. از آنجا که باربران متحد نبودند در شرایط بد کاری و درآمدهای پایین کار می‌کردند.
تحت رهبری راندولف، BSCP موفق شد تا در طول یک سال از ۵۱ درصد از باربران بندر ثبت نام کند ولی کمپانی پال من با این اقدام با خشونت و شلیک پاسخ داد. در سال ۱۹۲۸، راندولف اعتصابی کارگری را برنامه‌ریزی کرد ولی به دلیل شایعات این اعتصاب اجرا نشد.

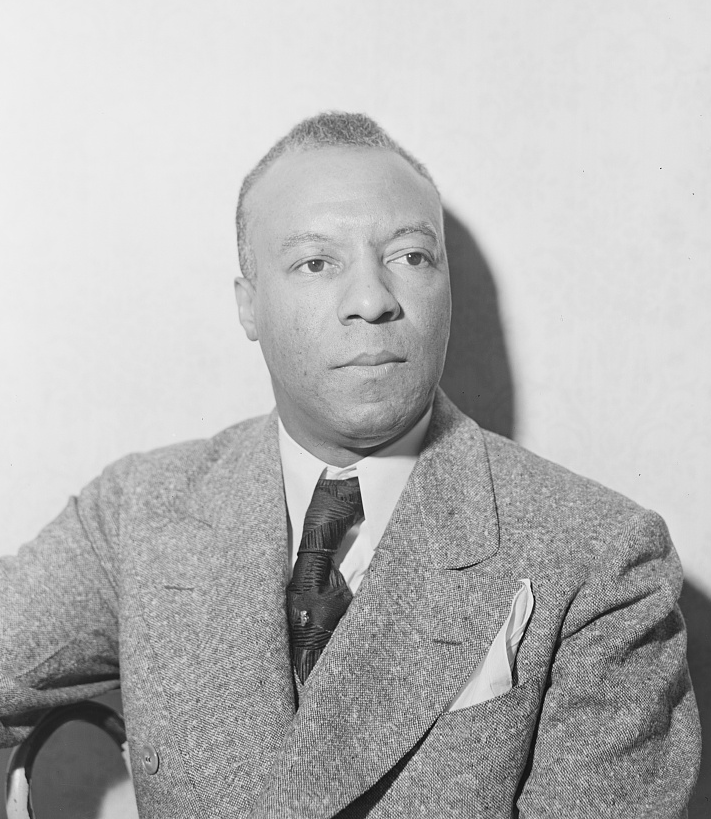
راندولف در ۱۹۴۲.

## رهبر مدافع حقوق بشر
با موفقیت‌هایی که اتحادیه باربران خودرو خواب بدست آورد، راندولف به عنوان یکی از سخنگویان برجسته حقوق مدنی آفریقایی-آمریکایی‌ها شناخته شد. . در سال ۱۹۴۱ بایارد راستین و ای جی موست پیشنهاد برگزاری یک راهپیمایی در واشینگتن را دادند تا تبعیض نژادی در صنایع نظامی و آپارتاید پایان یابد و کارگران بتوانند دفاع شغلی داشته باشند.
ایمان راندولف به قدرت عمل مسالمت‌آمیز از اعمال موفقیت‌آمیز مهاتما گاندی علیه اشغال هندوستان توسط بریتانیا الهام گرفته شده بود. راندولف تهدید کرد که ۵۰٬۰۰۰ سیاه‌پوست را در شهر وارد تظاهرات خواهد کرد؛ ولی پس از آنکه فرانکلین روزولت رئیس‌جمهور ایالات متحده فرمان اجرایی ۸۸۰۲ یا قانون استخدام منصفانه را صادر کرد، این تظاهرات لغو شد.
در سال ۱۹۴۲، حدود ۱۸۰۰۰ سیاه‌پوست در میدان مدیسون گاردن جمع شدند تا به سخنان راندولف علیه تبعیض در ارتش، صنایع جنگی، سازمان‌های دولتی و اتحادیه‌های کارگری گوش کنند. پس از این حرکت، در طول اعتصاب کارکنان بخش حمل و نقل فیلادلفیا در سال ۱۹۴۴، دولت از کارگران آفریقایی-آمریکایی حمایت کرد.
راندولف و دیگر فعالان فشار برای حقوق کارگران آفریقایی آمریکایی را ادامه دادند. در سال ۱۹۴۷، راندولف و همکارش گرانت رینولدز تلاش‌های خود را برای پایان دادن به تبعیض در خدمات نظامی آغاز کردند آن‌ها در خدمات نظامی کمیته مبارزه با جیم کرو را تشکیل دادند. این کمیته بعدها به لیگ نفی قوانین خشونت‌آمیز تغییر نام داد.

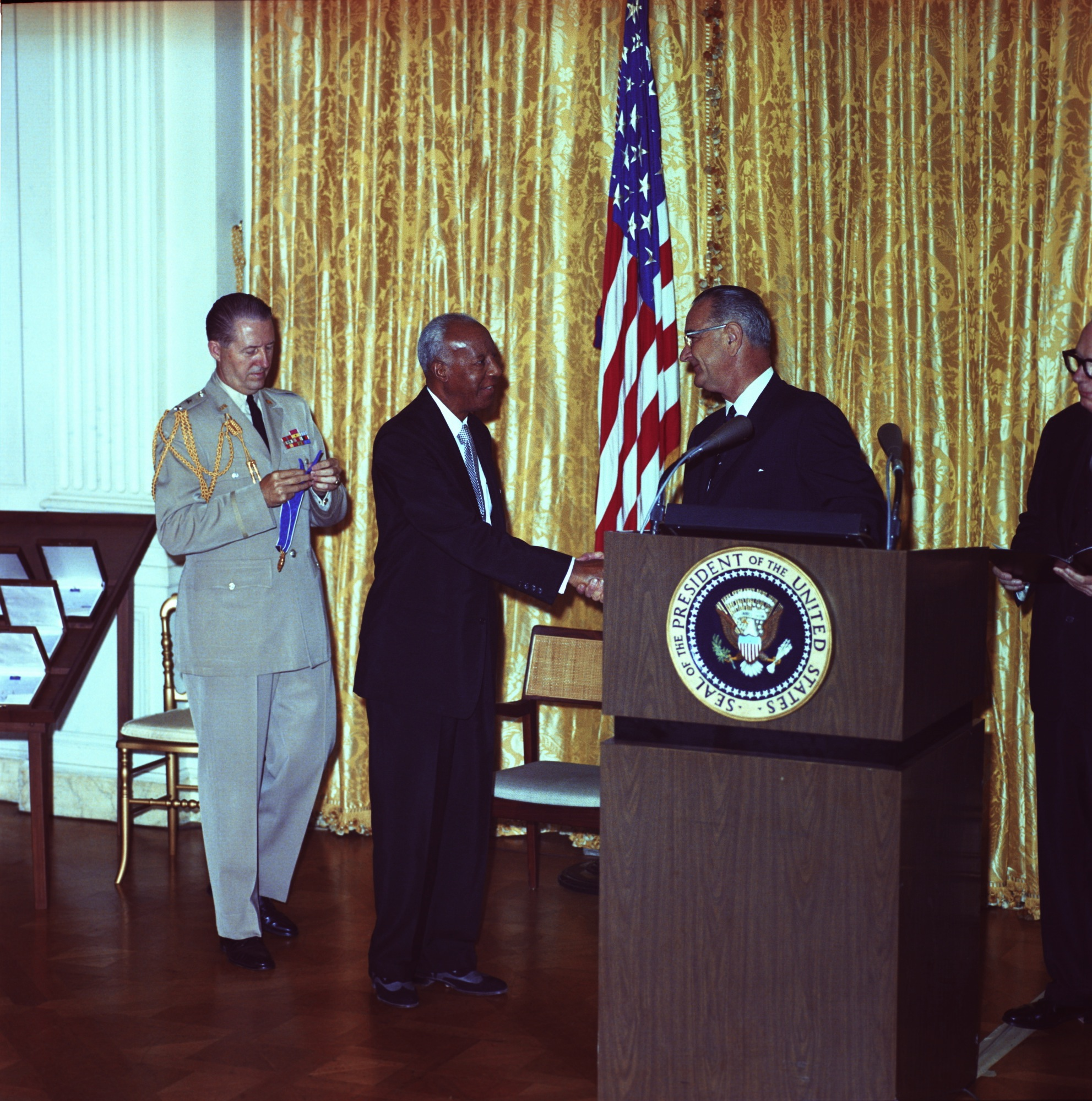
راندولف در حال دریافت مدال آزادی از رئیس‌جمهور لیندون بی جانسون سال ۱۹۶۴

## درگذشت
ای. فیلیپ راندولف در ۱۶ مه ۱۹۷۹ در آپارتمان منهتن دیده از جهان فروبست. چندین سال قبل از مرگ او دچار بیماری قلب و فشار خون بالا شده بود. هیچ‌یک از بستگان او شناخته شده نیستند زیرا همسرش در سال ۱۹۶۳، در واشینگتن فوت کرده بود.